# Nova Sintra
Nova Sintra – miasto w Republice Zielonego Przylądka, główny ośrodek wyspy i okręgu administracyjnego (concelho) Brava. Zamieszkałe przez około 1,5 tysiąca mieszkańców.. Nazwa miasteczka wywodzi się od miasta Sintra w Portugalii. W Nowej Sintrze znajduje się muzeum w domu rodzinnym poety E. Tavaresa.